# Gerald Henderson Sr.
 Gerald Henderson Sr., właśc. Jerome McKinley Henderson Sr. (ur. 16 stycznia 1956 w Richmond) – amerykański koszykarz, obrońca, trzykrotny mistrz NBA.
Jest ojcem gracza Charlotte Hornets – Geralda Hendersona Jr.

## Osiągnięcia
NCAA
- Wybrany do Virginia Sports Hall of Fame (2012)
- Uczelnia zastrzegła należący do niego numer 22

NBA
- 3-krotny mistrz NBA (1981, 1984, 1990)[1]
- Uczestnik konkursu rzutów za 3 punkty (1989)[2]